# 更生保護
更生保護（こうせいほご）は刑事政策上の一分野である。

## 概要
仮釈放制度、保護観察、更生緊急保護、恩赦制度などをその主な内容とする。
犯罪や非行といった反社会的な行為をなした者に対し、社会内で様々な働きかけをすることにより、再び社会の順良な一員として更生させ、以って社会を防衛する営みを指す。
更生保護という語の「保護」が、「犯罪者＝加害者を保護する」、という意に解釈する向きがある。確かに、「刑を終え、出所した人」の人権を偏見や差別から守り、社会復帰の機会から排除しないようにするのは、更生保護の一側面であろう。
しかし、更生保護法の第一条は、
と定められている。
このことから、更生保護の「保護」は社会防衛の意であると解することもできる。
なお、1号から5号まで分類される。

## 社会福祉士および精神保健福祉士の指定科目としての「更生保護制度」
2009年度大学入学者より、社会福祉士の指定科目(精神保健福祉士との共通科目扱い)であった「法学」が、「権利擁護と成年後見制度」に変更され、福祉法分野の中でも「成年後見制度」メインの内容となり、同時に、「更生保護制度」が新設科目として設置された（なお、「更生保護制度」は、精保の指定科目と共通ではない）。
また、2011年度入学者まで、精神保健福祉士の指定科目の1つである「精神保健福祉論」の中で、制度面を扱う内容の中に福祉法に関する内容が含まれていたが、2012年度入学者から適用される指定科目のうち、「精神保健福祉に関する制度とサービス」という科目の中で包括される「制度」側の部分に、明確に「更生保護制度」（保護観察・医療観察を含む）の内容が包括されることになった（上述した、社福士の指定科目である「更生保護制度」と重複する部分があるが、共通科目ではないため、大学の履修科目上も基本的に別科目の扱いとなる）。

## 註釈
1. ↑  他には、精神保健福祉の「理論」と「サービス」に関する内容が包括される。